# 赵华山
赵华山（1956年—），河北蠡县人，汉族，中华人民共和国政治人物、第十一届全国人民代表大会山西地区代表。
毕业于中国社会科学院经济学专业。加入中共，担任华宇集团董事长。2008年起担任全国人大代表。